# Муліне

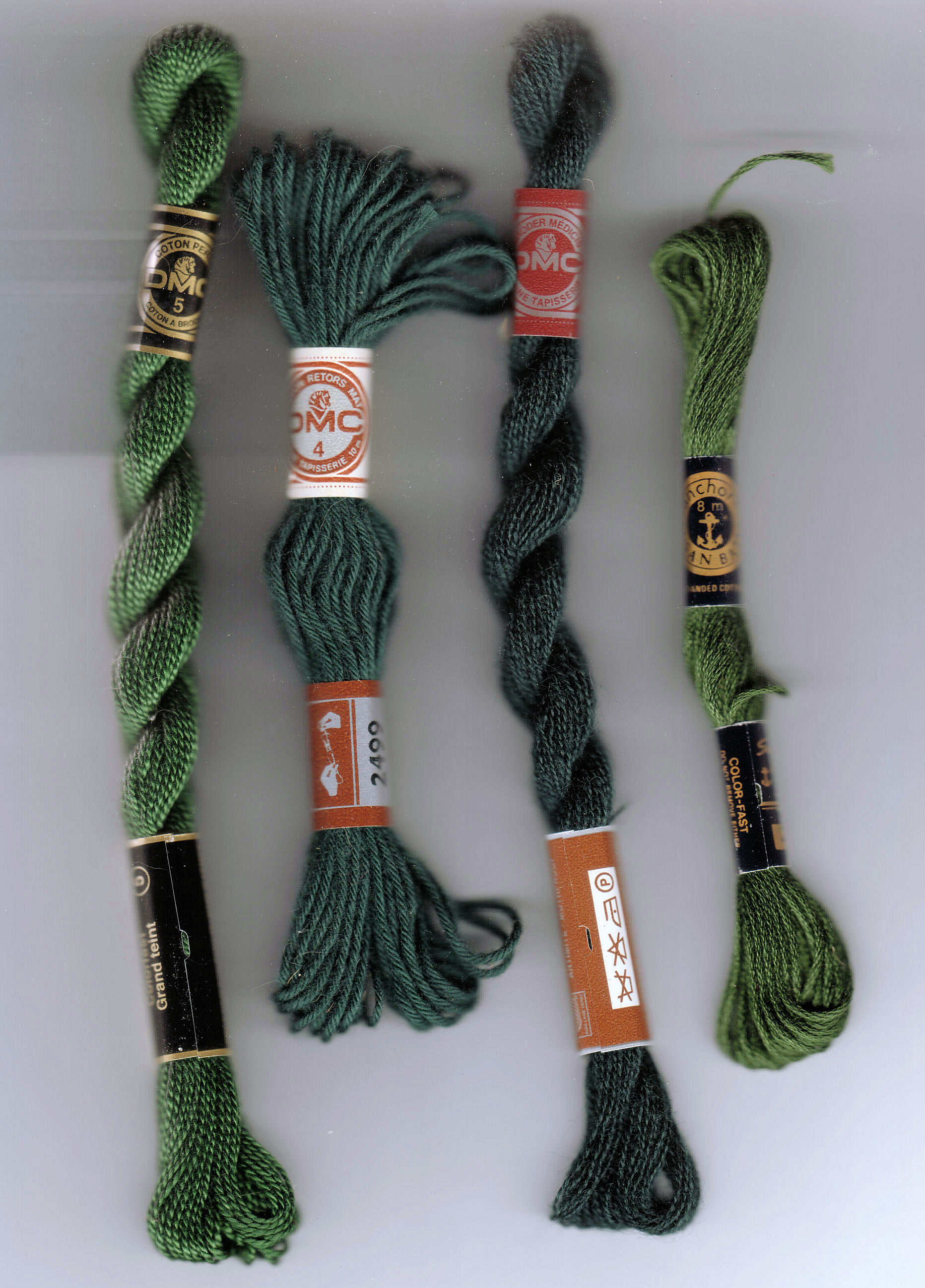
Мотки муліне.

Муліне́ (фр. moulinet) — пряжа з бавовни, отримана заводським або ручним способом, і призначена для вишивання або інших видів рукоділля.

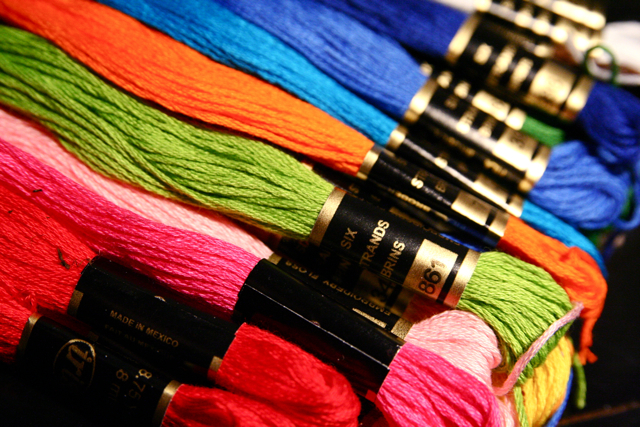

Світові бренди виробників муліне — DMC, Madeira і Anchor.
Муліне продаються мотками по 8 (DMC, Gamma, Anchor), 10 (Madeira) або 20 метрів або на метри.
У кожного виробника муліне свій набір кольорів та система їх кодування. Коди кольорів вказують на схемах вишивання. Також існують таблиці перекладу кольорів з однієї системи кодування в інші системи, або колір добирають, порівнюючи відтінки за допомогою карт кольорів.